# HMS Umpire (N82)
Pour les autres navires du même nom, voir HMS Umpire.
Le HMS Umpire (N82) est un sous-marin britannique de classe U en service dans la Royal Navy pendant la Seconde Guerre mondiale.
Sa quille est posée le 1er janvier 1940 au chantier naval Chatham Dockyard de Chatham, en Angleterre. Il est lancé le 30 décembre 1940 et mis en service le 10 juillet 1941 sous le commandement du lieutenant Mervyn Robert George Wingfield.

## Historique
Neuf jours après sa mise en service, il appareille de Chatham pour rejoindre la 3e flottille sous-marine à Dunoon, où il doit effectuer une patrouille de préparation en mer du Nord avant de se diriger vers la Méditerranée. Cependant lors de son transit, le sous-marin a une panne de moteur ; les hélices sont alors entraînées uniquement par les moteurs électriques en surface. Il croise alors la route inhabituelle d'un convoi à 22 milles marins (40 km) au large de Blakeney, dans le Norfolk. Le convoi avait ordre de naviguer tous feux éteints face aux risques liés aux U-boots allemands. Dans la confusion, le submersible est éperonné accidentellement par le chalutier d'escorte armé Peter Hendriks.
Quatre membres de l'équipage se trouvaient sur la passerelle lorsque le sous-marin a coulé - le commandant Wingfield, le navigateur et deux vigies. Cependant, seul Wingfield survit dans les eaux froides, étant secouru à temps par le chalutier. Plusieurs autres membres de l'équipage ont également survécu, s'échappant de l'épave coulée à 18 mètres de fond en utilisant la tourelle de commandement ou la trappe de secours de la salle des machines, la majorité d'entre eux portant un DSEA. Le sous-marinier Killen a été décoré de la British Empire Medal pour avoir quitté le sous-marin en vérifiant l'absence d'obstacles autour de la trappe de la salle des machines, avant d'y retourner afin de secourir ses compagnons d'infortune. Il fut le dernier à s'échapper de la coque. 16 hommes ont été secourus mais 22 autres y ont perdu la vie.
Le lieutenant Edward Preston Young (en), l'un des survivants de l'Umpire, a ensuite commandé le HMS Storm.
L'épave est désignée comme lieu protégé en vertu de la loi de 1986 sur la protection des restes militaires,.